# Островецький район
Острове́цький райо́н (біл. Астравецкі раён) — район Гродненської області в Білорусі. Адміністративний центр — місто Островець.

## Географія
Розташований на півночі Гродненської області. Площа становить 1568 км².
Межує з Ошмянським і Сморгонським районами Гродненської області, Поставським районом Вітебської області, Мядельским Мінської області, а також із Литовською Республікою.
Відстань від адміністративного центру району до столиці становить 180 км, до обласного центру — 250 км.

## Історія
Район утворено 15 січня 1940 року.
Спочатку входив до складу Вілейської області. У 1944 році увійшов до складу Молодечненської, а вже з 1960-го перебуває у складі Гродненської (скасований 25 грудня 1962 року, але знову утворений 6 січня 1965 року).

## Економіка
У Островецькому районі збудовано першу у Білорусі атомну електростанцію. Її поступове введення до експлуатації відбувається з 2020 року. Завантаження ядерного палива до першого енергоблоку почалося 7 серпня 2020 року, другий блок планується запустити 2022 року.

## Населення
Кількість наявного населення становить 24546 тис. осіб. На території району проживають представники багатьох національностей і народностей. У складі населення переважна більшість білорусів (81,8 %), поляків (9,3 %), росіян (4,2 %), литовців (3,5 %), українців (1,2 %).